# Borgoforte
Borgoforte – miejscowość i gmina we Włoszech, w regionie Lombardia, w prowincji Mantua.
Według danych na rok 2004 gminę zamieszkiwało 3278 osób, 86,3 os./km².
4 lutego 2014 gmina została zlikwidowana.